# Liste von Persönlichkeiten der Stadt Demmin
Eine Liste bedeutender Persönlichkeiten der vorpommerschen Hansestadt Demmin.

## Söhne und Töchter der Stadt

Valentin Wudrian

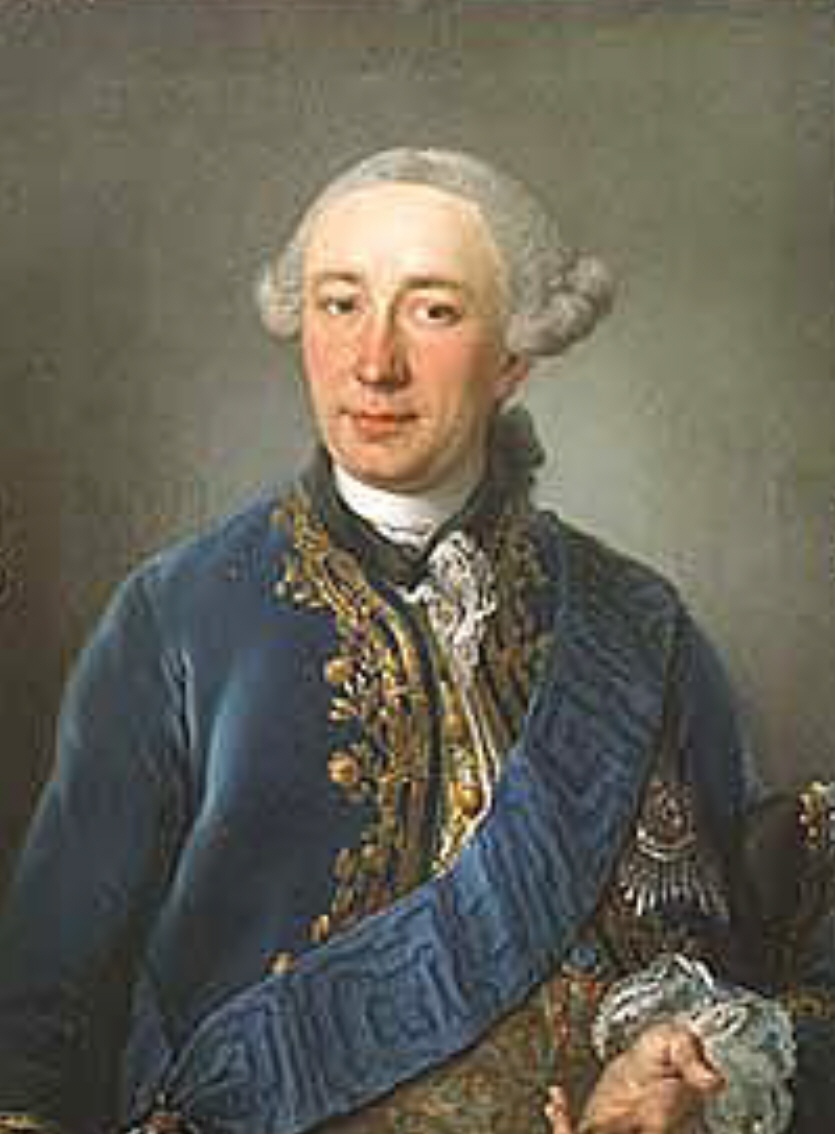
Heinrich Carl von Schimmelmann, ca. 1762

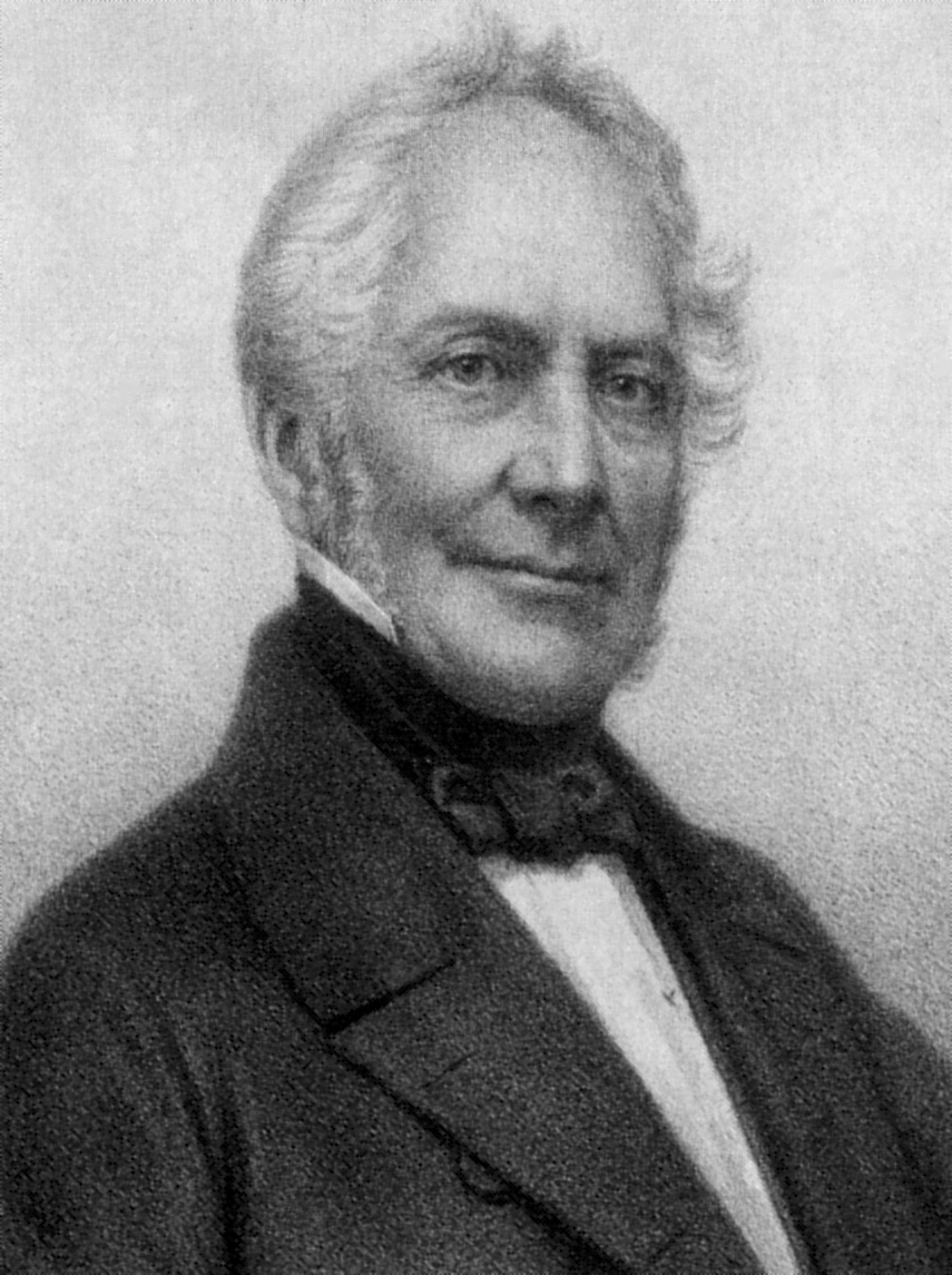
Carl Friedrich von Both

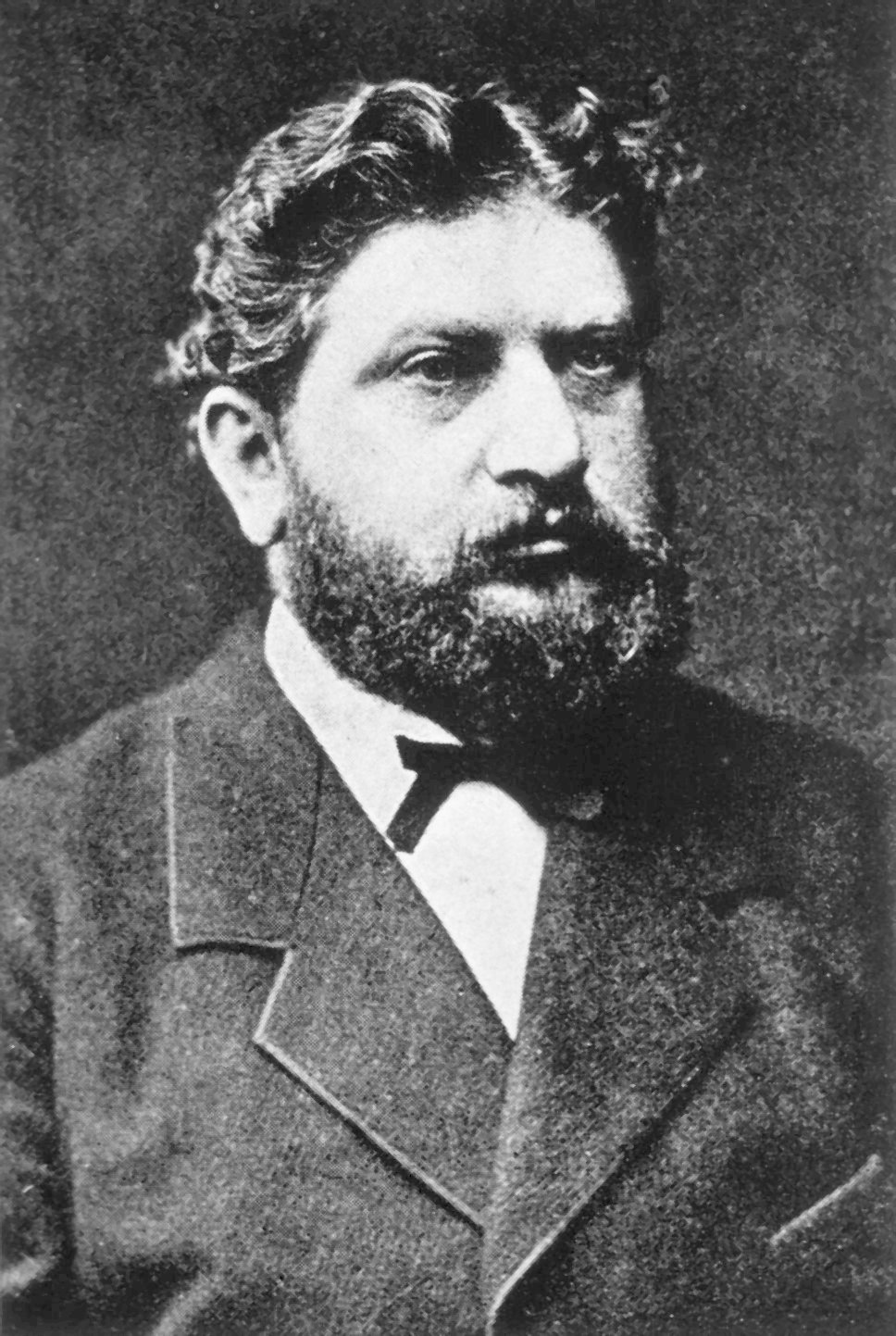
Julius Friedrich Cohnheim

### Bis 1900
- Valentin Wudrian (1584–1625), lutherischer Theologe
- Alexander Christiani (1587–1637), lutherischer Theologe und Mathematiker
- Heinrich Giesebert (1604–nach 1677), Rechtswissenschaftler
- Joachim Lütkemann (1608–1655), Pfarrer und Schriftsteller, Rektor der Universität Rostock
- Heinrich von Podewils (1615–1696), Feldmarschall in französischen Diensten
- Adam von Podewils (1617–1697), Regierungsrat und Kammerpräsident
- Jacob Schimmelmann (1712–1778), lutherischer Theologe, erster Übersetzer der Edda ins Hochdeutsche
- Heinrich Carl von Schimmelmann (1724–1782), Kaufmann, Finanzier und Sklavenhändler
- Wilhelm Julius von Plotho (1728–1802), preußischer Generalmajor
- Ernst Peter von Podewils (1737–1791), preußischer Hauptmann und Landrat
- Carl von Cardell (1764–1821), schwedischer Generalfeldzeugmeister, Reorganisator der schwedischen Artillerie
- Friedrich Philipp von Cardell (1773–1834), preußischer General der Infanterie
- Peter Heinrich von Podewils (1780–1838), preußischer Verwaltungsbeamter und Offizier
- Heinrich Ludwig Lobeck (1787–1855), Kaufmann und Versicherungsunternehmer
- Carl Friedrich von Both (1789–1875), Jurist und Vizekanzler der Universität Rostock
- Karl Friedrich Frisch (1808–1874), Geograph und Übersetzer
- Waldemar Kopp (1825–1881), Gymnasiallehrer, Schriftsteller und Schulbuchautor
- Julius Friedrich Cohnheim (1839–1884), Pathologe
- Ludwig Kotelmann (1839–1908), Theologe, Augenarzt und Medizinhistoriker
- Richard Dittmer (1840–1925), Konteradmiral und Marineschriftsteller
- Richard Cohnheim (1843–1901), Kaufmann, Mitglied der Hamburgischen Bürgerschaft
- Eugen Gebeschus (1855–1936), Oberbürgermeister von Hanau
- Paul Jörs (1856–1925), Rechtshistoriker und Papyrologe
- Albert August Wilhelm von Puttkamer (1861–1931), preußischer Verwaltungsbeamter, Bezirkspräsident in Colmar
- Paul Eduard Hartmann (1863–1914), preußischer Landrat
- Wilhelm Gesellius (1872–1935), Verleger
- Hans Friedrichs (1875–1962), Oberbürgermeister von Potsdam
- Hermann Cummerow (1878–1966), SS-Brigadeführer
- Erich Kaufmann (1880–1972), Jurist und Völkerrechtler
- Alfred Huhnhäuser (1885–1950), Pädagoge und Ministerialbeamter
- Hansjoachim von Rohr (1888–1971), Rittergutbesitzer und Politiker
- Otto Waterstradt (1888–1972), Bürgermeister von Franzburg und Grimmen
- Willy Schulz-Demmin (1892–1974), Landschafts- und Bildnismaler
- Friedrich Schildt (1893–1960), Uhrmachermeister und Chefkonstrukteur in der Gebrüder Thiel GmbH/Uhren und Maschinenfabrik Ruhla/Thüringen
- Friedrich Carl Perponcher (1896–1957), Filmschauspieler und Regisseur
- Hans Ehrke (1898–1975), Schriftsteller
- Ulrich von Lübtow (1900–1995), Rechtswissenschaftler

### Ab 1901
- Hans-Adolf Asbach (1904–1976), Politiker (GB/BHE)
- Hermann-Gerhard Gruß (1904–1971), Jurist
- Otto Kuchenbecker (1907–1990), Basketballspieler
- Friedrich-Wilhelm Goldenbogen (1914–1982), Politiker (CDU)
- Gerhard Flügge (1914–1972), Schriftsteller, Biograph und Herausgeber
- Otto Miehlke (1920–2008), Physiker
- Roderich Schmidt (1925–2011), Historiker
- Karl Namokel (1927–1988), Vorsitzender der FDJ (1955–1959)
- Willy Marlow (1928–2007), SED-Politiker
- Manfred Gehmert (1931–2020), Generalleutnant der NVA
- Hugo Jahns (1931–2015), Musiker und Chorleiter
- Hans Voß (1931–2016), Diplomat und Botschafter der DDR in Rumänien, Italien und Malta
- Eberhard Hauff (1932–2021), Regisseur, Drehbuchautor, Filmproduzent und Filmfunktionär
- Olaf Sievert (* 1933), Wirtschaftswissenschaftler
- Horst Niebisch (* 1934), Hammerwerfer
- Karl Schlösser (1934–2018), Maler und Schriftsteller
- Norbert Buske (1936–2023), evangelischer Theologe und Politiker (CDU)
- Tom Crepon (1938–2010), Schriftsteller
- Martin Brick (* 1939), Tierarzt und Politiker (CDU)
- Klaus Pohl (* 1941), Ringer
- Rainer Haedrich (1943–1998), Politiker (CDU), Landrat
- Wolfgang H. Pleger (* 1944), Philosoph, Professor für Philosophie an der Universität Koblenz-Landau
- Paul Freiherr von Maltzahn (1945–2018), Diplomat und deutscher Botschafter in Indonesien
- Elke Windisch (* 1951), Journalistin und Dokumentarfilmerin
- Matthias Flügge (* 1952), Kunsthistoriker
- Ilona Slupianek (* 1956), Leichtathletin und Olympiasiegerin
- Jürgen Landt (* 1957), Schriftsteller
- Ellen Fiedler (* 1958), Leichtathletin
- Tilo Werner (* 1962), Schauspieler
- Axel Wegner (* 1963), Sportschütze, Olympiasieger im Skeet 1988
- Torsten Krentz (* 1966), Kanute
- Jens Schulze-Wiehenbrauk (* 1966), Politiker (AfD)
- Thomas Krüger (* 1969), Politiker (SPD)
- Dirk Bruhn (* 1972), Politiker (Die Linke)
- Michael Sack (* 1973), Politiker (CDU), Landrat
- Sven Oldenburg (* 1973), Fußballspieler
- Stefan Uteß (* 1974), Kanute
- Kathleen Gutjahr (* 1975), Siebenkämpferin
- Kathleen Heinrich-Reichow (* 1977), Juristin und Richterin
- Marcel Schlutt (* 1977), Schauspieler, Erotikdarsteller, Moderator und Fotograf
- Susanne Hennig-Wellsow (* 1977), Politikerin (Die Linke), Parteivorsitzende
- Enrico Schult (* 1979), Politiker (AfD), Mitglied des Landtags von Mecklenburg-Vorpommern
- Heike Fischer (* 1982), Wasserspringerin
- Marcel Effenberger (* 1983), Handballspieler
- Martin Miotk (* 1984), Bühnenbildner und Theaterregisseur
- Paul-Max Walther (* 1987), Fußballspieler
- Martin Waschul (* 1988), Handballspieler
- Patrick Müller (* 1996), Leichtathlet
- Maximilian Nowatzki (* 1999), Handballspieler

## Persönlichkeiten, die in der Stadt gewirkt haben
- Heinrich von Wacholz († 1317), Archidiakon
- Wilhelm Karl Stolle (1704–1779), Pastor und Chronist der Stadt
- Karl Heinrich Friedrich von Raumer (1757–1831), preußischer Generalmajor
- Christian Wilhelm Ahlwardt (1760–1830), Lehrer und Philologe
- Franz Hermann Lengerich (1805–1881), Superintendent und Präses der Pommerschen Generalsynode
- Alexander von François (1813–1861), Landrat
- Nikolaus Fischer (1814–1866), Orgelbauer
- Gustav Adolf Pompe (1831–1889), Theologe und Dichter
- Ida Gebeschus (1848–1903), Musikschriftstellerin und Musikpädagogin
- Karl Rumpel (1867–1939), Illustrator und Maler
- John Martens (1875–1936), Architekt
- Paul Thielscher (1881–1962), Philologe
- Ilse von Heyden-Linden (1883–1949), Malerin
- Dietrich von Heyden-Linden (1898–1986), Physiker
- Willi Finger-Hain (1895–1970), Schriftsteller
- Max Bruhn (1902–1987), Lehrer und Heimatforscher
- Herbert Achterberg (1903–1983), Superintendent